# Ring (wspinaczka)

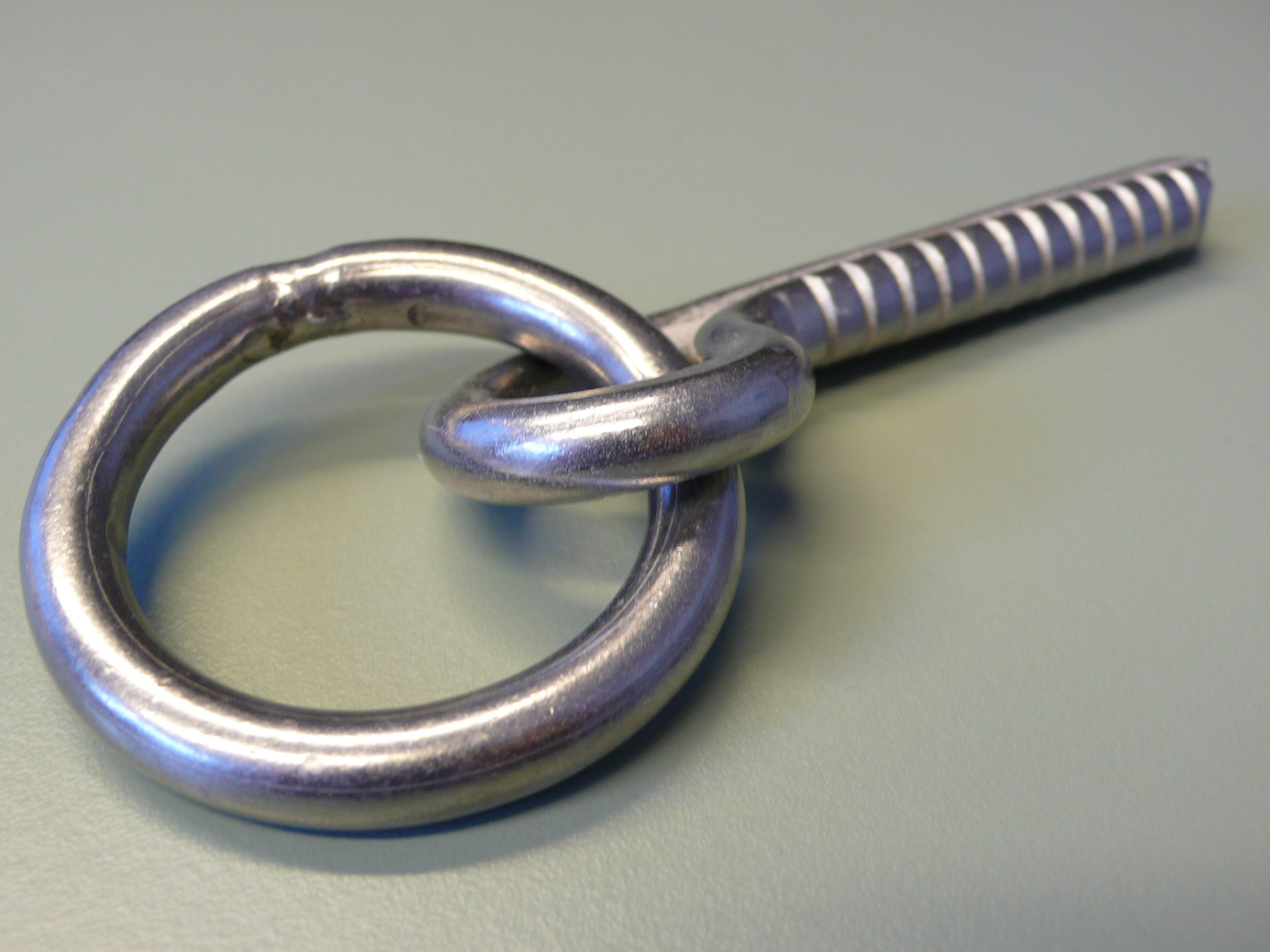
Ring z koluchem

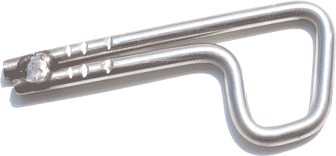
„Bühler” – ring o konstrukcji opracowanej przez Oskara Bühlera w 1960 roku

Ring – rodzaj stałego punktu asekuracyjnego, umieszczanego w wywierconym w skale otworze i utwierdzanego w nim za pośrednictwem kleju lub miękkiego wypełniacza z aluminium lub ołowiu. Ringi wykonuje się przeważnie z prętów stalowych, najlepiej ze stali nierdzewnej, uformowanych w ten sposób, że jeden koniec tworzy prosty trzpień wklejany w otwór w skale, drugi zaś jest wygięty w postaci zamkniętego oczka, które służy do wpinania karabinków, ekspresów bądź bezpośrednio liny. Owo oczko może być zaspawane dla zwiększenia wytrzymałości, choć sam spaw z powodu miejscowego przegrzania i nawęglenia może być najsłabszym punktem.
Spotyka się również ringi wykonane z prętów stalowych wygiętych na kształt litery U (U-kształtne) (wówczas do osadzenia w skale potrzebne są dwa otwory) oraz ringi, w których oba końce odpowiednio ukształtowanego pręta tworzą wspólny trzpień, tzw Bühlery. Oskar Bühler, niemiecki inżynier i alpinista, skonstruował prototyp takiego ringa w roku 1960, później zaś produkował i osadzał takie ringi na Frankenjurze. Własnoręcznie osadził ponad 2500 sztuk.
Ringi osadzane w skale za pomocą kleju mają przeważnie nacięcia lub wyżłobienia zwiększające powierzchnię styku metalu z klejem, oraz utrudniające wyciągnięcie ringa ze skały nawet wówczas, gdy klej z rozmaitych względów nie utworzy prawidłowej spoiny. Prawidłowo osadzony ring musi posiadać dodatkowe zabezpieczenie przed obróceniem go w skale dużym momentem siły; najczęściej jest to prostopadłe do otworu wyżłobienie w skale, w które częściowo wsuwane jest kolucho ringa. Niezależnie od konstrukcji samego ringa może być on wyposażony w dodatkowe, ruchome kolucho.
Prawidłowo osadzone ringi są trwalsze i bezpieczniejsze od haków i spitów, aczkolwiek ich osadzenie wymaga większego nakładu pracy. Obecnie używa się głównie ringów wykonanych ze stali nierdzewnej.
Dawniej zamiast kleju osadzano ringi poprzez wbijanie ich w wywiercony otwór wraz z cienką warstwą rozklepywanego w otworze ołowiu.

## Ring zjazdowy
Jest to ring o podwyższonej wytrzymałości na wyrywanie, przeznaczony do przewiązywania liny w celu opuszczenia drogi wspinaczkowej po jej poprowadzeniu z asekuracją dolną, lub do zawieszania wędki poprzez wpięty do tego ringa karabinek. Terminem „ring zjazdowy” określa się też często kolucho łańcucha (stanowiska) zjazdowego.